# Blea Rigg
Blea Rigg è una montagna nel Lake District in Inghilterra, si estende tra le valli di Easedale e Great Langdale. Fa parte delle Central Fells, ed è un plateau con una successione di cime rocciose. Sono presenti molti percorsi di risalita, iniziando sia da Grasmere che da Great Langdale, anche se i sentieri sono ben segnati e sono difficili da seguire.

## Topografia
La catena principale delle Central Fells corre da nord a sud da Vale of Keswick fino alla sua montagna più alta, High Raise. Un lungo crinale si estende verso est ad qui così che la catena prende la forma ad 'L'. Questo crinale comincia come Blea Rigg e continua verso Silver How e Loughrigg Fell, prima di attivare al Lago di Windermere.
Blea Rigg è un ampio plateau, lungo circa un miglio e largo due, arrampicandosi approssimativamente da est a ovest. Si collega attraverso una sezione ristretta tra i laghi Stickle e Codale a Sergeant Man e finisce a High Raise a ovest. Il lago Stickle è il più largo dei due, con una profondità di 50 piedi, e la profondità aumentata da una diga artificiale di sassi. È usato per fornire di acqua i cittadini di Great Langdale. Il lago Codale è una vasca poco profonda nel mezzo di un terreno accidentato, un po'  più a nord-est.
Blea Rigg ha un insieme di cime oltre a quella principale. Viaggiando da ovest a est troviamo Great Castle How (1.640 piedi), Little Castle How (1.581 piedi), Swinescar Pike (1.348 piedi) e Lang How (1.358 piedi), anche Silver How dovrebbe far parte di Blea Rigg, fu Alfred Wainwright a separarla dalle altre in un capitolo del suo libro Pictorial Guide to the Lakeland Fells.
La bonifica della parte sud della montagna è fatta tramite una serie di affluenti di Stickle Gill e di Great Langdale Beck. Tra questi c'è White Gill, la cui gola è un interessante itinerario per la salita. L'acqua dal fianco nord raggiunge Grasmere via Easedale Beck e affluenti. Le falesie corrono giù verso il lago Easedale e Blindtarn Moss a nord, mentre ulteriori terreni accidentati sovrastano la strada di Great Langdale.

## Geologia
La sommità della montagna è formata da ciottoli di arenaria e breccia di tipo vulcanico. Non ci sono testimonianze di scavi minerari all'interno dell'area.

## Cima e vista
La montagna ha molte cime rocciose e numerosi piccoli laghi. La fitta rete di sentieri che si può fare per raggiungere la cresta crea confusione agli escursionisti. Non è sempre ovvio quale sia la sommità, ma un piccolo tumulo situato su una roccia sopra un rifugio di pietra. La vista prende le Eastern Fells e le Southern Fells, più il vicino Langdale Pikes.

## Risalite
Si può scalare la montagna da molti punti e da diversi crinali, la risalita da Grasmere sopra Silver How è molto popolare. Dal New Dungeon Ghyll Hotel a Great Langdale l'escursionista può scalare sia dal lago Stickle sia dalle rovine di White Gill. Da GRasmere, il lago Easedale è il primo obiettivo. Da qui Blea Crag può essere aggirato per arrivare sulla cima, sia da est che da ovest. Prima della seconda guerra mondiale una capanna di ristoro in pietra su trovava sui pendii di Blea Rigg, appena sopra il lago. È difficile oggi immaginare la scena, con cibo e bevande in vendita a metà della collina.